# Jørn Lande
Jørn Lande (né le 31 mai 1968 à Rjukan) est un chanteur norvégien de heavy metal.
Il a entre autres fait partie des groupes ARK et Masterplan et a collaboré avec Yngwie Malmsteen. Il a également formé son propre projet Jorn.

## Discographie
Jorn
- Starfire (2000)
- Worldchanger (2001)
- Out to Every Nation (2004)
- The Duke (2006)
- The Gathering (Best Of) (2007)
- Unlocking the Past (2007)
- Live in America ! (2007)
- Lonely Are The Brave (2008)
- Spirit Black (2009)
- Dio (2010)
- Bring Heavy Rock To The Land (2012)
- Traveller (2013)
- Heavy Rock Radio (2016)
- Life on Death Road (2017)
- Faith Bloody Faith (2021)

Vagabond (en)
- Vagabond (1994)
- A Huge Fan of Life (1995)

Mundanus Imperium
- The Spectral Spheres Coronation (1998)

The Snakes (en)
- Once Bitten (1998)
- Live in Europe (1998)

Millenium
- Hourglass (2000)

ARK
- ARK (2000)
- Burn the Sun (2001)

Beyond Twilight
- The Devil's Hall of Fame (2001)

Brazen Abbot
- Guilty As Sin (2003)

Masterplan
- Enlighten Me (single) (2002)
- Masterplan (2003)
- Back For My Life (EP) (2004)
- Aeronautics (2005)
- Time To Be King (2010)

Allen-Lande (en)
- The Battle (2005)
- The Revenge (2007)
- The Showdown (2010)
- The Great Divide (2014)

Ken Hensley
- Blood On The Highway (2007)

Avantasia
- Lost in Space Part I (2007)
- Lost in Space Part II (2007)
- The Scarecrow (en) (2008)
- The Wicked Symphony (2010)
- Angel of Babylon (2010)
- Ghostlights (2016)
- Moonglow (2019)

Ayreon
- 01011001 (2008)

Pentakill
- Smite and Ignite (2014)
- Grasp of the Undying (2017)
- Lost Chapter (2021)

Jorn Lande & Trond Holter
- Dracula: Swing of Death (2015)